# 水馬齒科
水馬齒科（學名：Callitricheaceae），一年生挺水植物或沉水植物。葉子對生，通常為菱形，有柄，莖蔓延一般來說，該種植物都生長在溼地、水田。
水馬齒科植物屬於種子植物門、被子植物綱（Angiospermae）、雙子葉植物亞綱（Dicotyledoneae）、無瓣花群（Apetalae）、花萼亞群（Floriferae）、水馬齒目（Callitrichales）。分布廣泛，有1屬，約44種。台灣有2—3種。最常見的如水馬齒（Callitriche verna L.）

## 形態
一年生草本、水生植物。
莖：細長
葉：葉全緣、線形、單葉對生、無托葉。
花：花小、腋生、單性花，很少有雌雄同株。無花萼及花瓣，為不完全花。雄蕊1枚，具有2個膜質苞片；花絲細長，花藥縱裂、有2室。雌花也具有2個膜質苞片，雌蕊有2枚，合生心皮，花柱分叉為羽毛狀。子房上位，無柄，內有4室，為側膜胎座。單一胚珠，下垂狀。
果實：屬分生果、4裂、具有邊翅。種子為膜質的種皮，胚乳為肉質、胚圓而直。